# Yeşim Ağaoğlu
Yeşim Ağaoğlu (21 de enero de 1966) es una artista multidisciplinaria y poeta turca que trabaja con diferentes técnicas, concentrándose especialmente en la instalación, la fotografía y el video. Su familia proviene de la ciudad de Shusha en la región de Karabaj en Azerbaiyán. Lo más importante para ella en el arte es ser interactiva. Trabaja sobre las relaciones entre poesía (lenguaje) y arte, cuestiones de género y feminismo, elementos arquitectónicos y temas políticos. Desde 1995, Agaoglu ha publicado nueve libros de poesía que la han hecho famosa como poeta en la escena literaria de Turquía.

## Biografía
Ağaoğlu nació en Estambul, Turquía el 21 de enero de 1966. Estudió en la Universidad de Estambul, en el Departamento de Arqueología e Historia del Arte. Tiene una maestría en artes de la Facultad de Comunicaciones, Departamento de Radio-TV-Cine de la Universidad de Estambul. Fue a clases de cine a tiempo parcial utilizando una cámara de película Super 8 mm en la Escuela de Artes Visuales de Nueva York; estas lecciones dieron como resultado un cortometraje llamado Loneliness, Machines And Meditation.
Sus poemas han sido publicados en revistas literarias desde que ella tenía 18 años. Tiene siete libros de poesía publicados en Turquía y dos libros de poesía publicados en Azerbaiyán. Los poemas de Ağaoğlu se han traducido a muchos idiomas, como azerí, ruso, inglés, italiano y español. Es miembro del PEN Internacional y también miembro de la junta de BESAM (Asociación de Creadores de Obras Científicas y Literarias). Desde 2012 es miembro de honor de PEN Unión de Escritores de Azerbaiyán.
Yeşim Ağaoğlu hace arte contemporáneo combinando diferentes disciplinas desde 1996. Ha realizado cuatro exposiciones individuales en Azerbaiyán, Georgia, Bosnia y Herzegovina y Noruega. Ağaoğlu ha participado en varias exposiciones en países como Alemania, Francia, Polonia, Países Bajos, Italia, Bulgaria, Uzbekistán, Corea, Brasil, Mongolia y EE. UU. Desde 2012 es miembro de honor de la Unión de Artistas de Azerbaiyán.

## Obra de arte
Ağaoğlu se ha concentrado en la creación de arte con performance, material visual y objetos. Al principio sus poemas, escritos en papel amarillo con una máquina de escribir convencional, ocupaban el centro de estas obras. Las páginas amarillas son un material básico y un modesto elemento de comunicación con la gente, pero cuando se disponen en grandes montones geométricos en los espacios expositivos se convierten también en una instalación Fluxus. Su presencia en el espacio expositivo se considera performance, aunque no realiza una performance en el sentido de estar directamente involucrada en el proceso de la obra de arte, pero su continua mimetización con la asistencia de los espectadores da la impresión de una performance. Su enfoque de la creación artística es minimalista y modesto. Evitando la popularidad y la sofisticación, describe sus obras como "técnicamente simples pero conceptualmente ricas".
Como fotógrafa, Ağaoğlu viaja a través de las imágenes simples y elaboradas de la ciudad, centrándose en la arquitectura híbrida, la diversidad humana, las diferenciaciones de género y los símbolos y manifestaciones ideológicos bien escondidos.

Al ser muy sensible al entorno sociopolítico de su región, es una necesidad para ella transmitir sus mensajes a través de estrategias particulares en la creación de arte; y, cada vez inventa otras nuevas. Cumple con los requisitos previos para acercarse al público distante del arte contemporáneo.

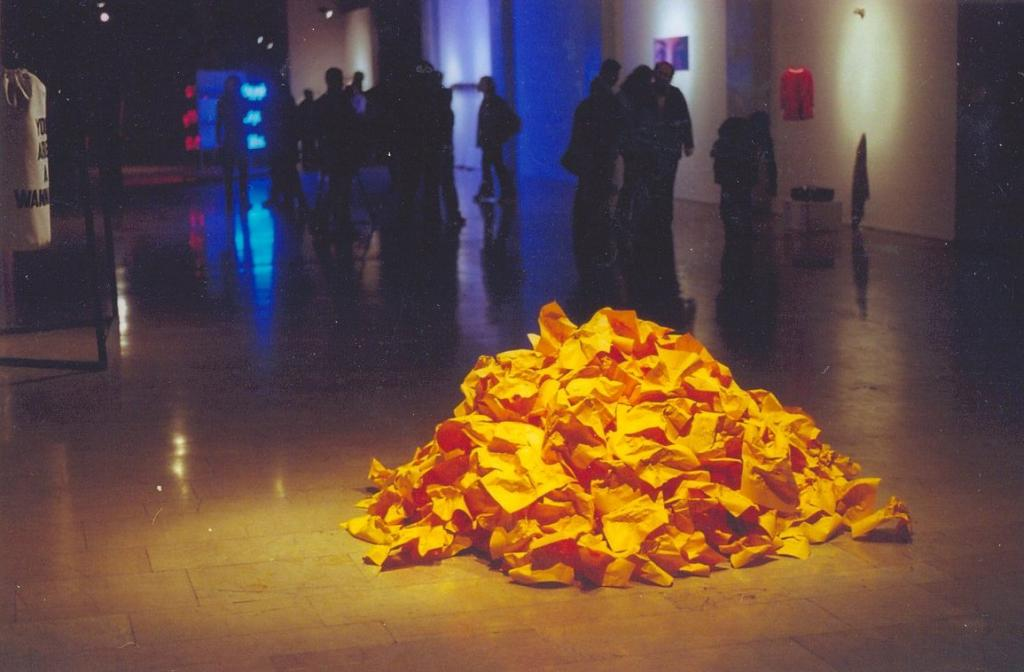
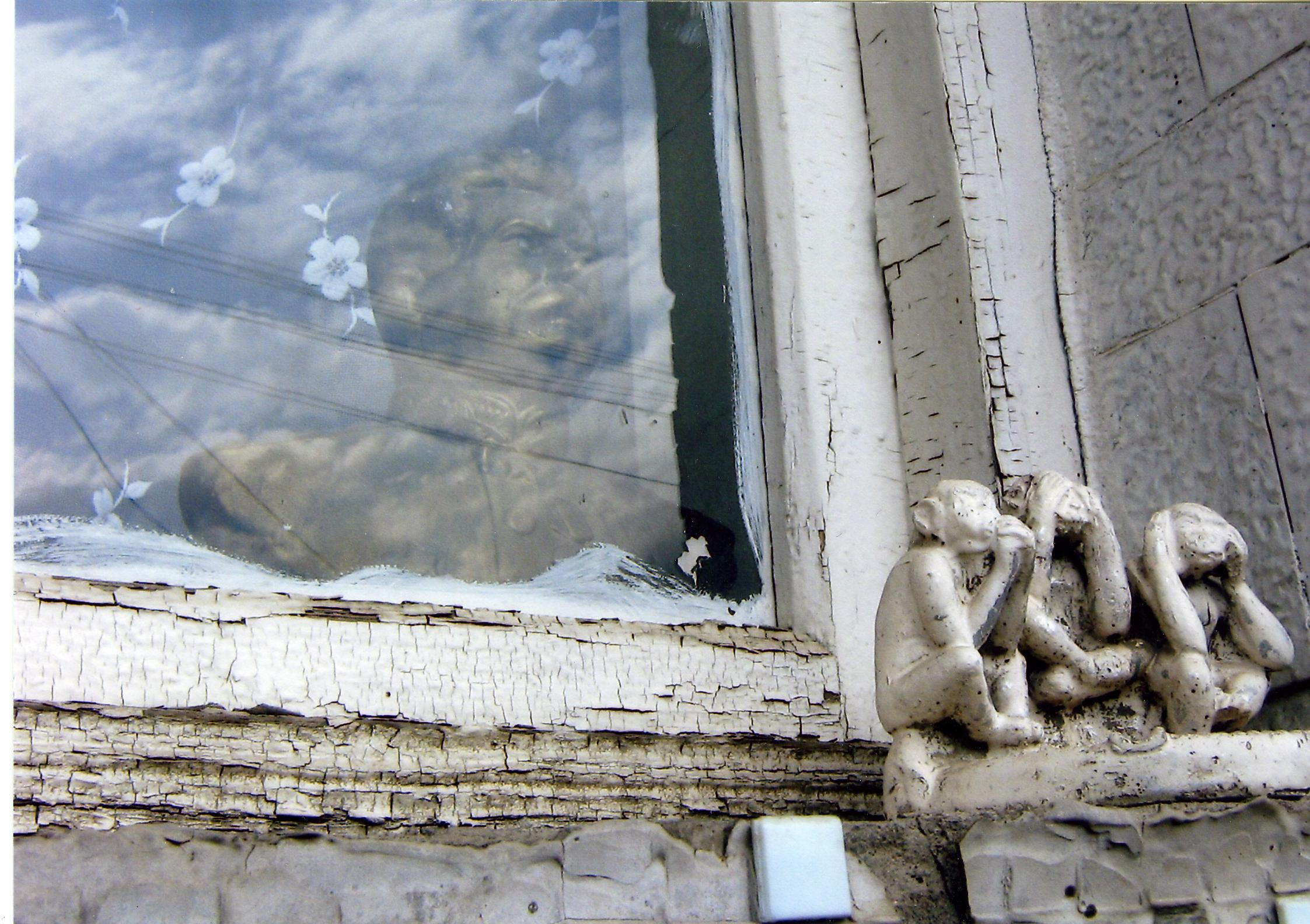

## Exposiciones seleccionadas y experiencia profesional

### Exposiciones individuales
- 2012 — Centro de Arte Contemporáneo, Bakú, Azerbaiyán[8]
- 2010 — Tou Scene Art Centre, Stavanger, Noruega[9]
- 2009 — Centro Cultural Turco, Sarajevo, Bosnia y Herzegovina.
- 2008 — Casa Caucásica, Tbilisi, Georgia
- 2008 — Galería Yeni, Bakú, Azerbaiyán.

### Exposiciones colectivas
- 2002 - "Sheshow", Centro ATA de Arte Contemporáneo, Sofía, Bulgaria.
- 2004 — "Delicias Turcas", Muestra de Video Arte, Museo de Arte Moderno de Río, Brasil.
- 2004 - "Campo de visión", Gallery Lab, Nueva York, EE. UU.
- 2005 — Bienal de Taskent, Uzbekistán.
- 2006 — Festival Internacional "Caravansarai", Heartgallery, París, Francia.
- 2006 - "Exposición de episodios de rechazo", Festival Istanbul Express en Vooruit Culture and Art Center Gent, Bélgica.
- 2007 - 3ª Bienal Internacional de Arte Contemporáneo "Aluminio", Palacio de Shirvanshakh, Bakú, Azerbaiyán
- 2008 - "Pasos del tiempo" Arte moderno y contemporáneo de Azerbaiyán, Museo Estatal de Arte de Dresde, Alemania[10]
- 2008 - "Artisterium" 1.ª Exposición Internacional de Arte Contemporáneo de Tbilisi y Eventos de Arte, Museo de Historia de Karvasla Tbilisi, Georgia[11]
- 2008 — Taller "Immagino", Génova, Italia.
- 2008 - "Exposición de intercambio coreano-turco de 7848 km", Inchon, Corea.
- 2008 — "Razonable", Hafriyat, Estambul, Turquía.
- 2009 — "Dirty Story", Exposición colectiva, Centro de Arte Contemporáneo BM Suma, Estambul, Turquía.[12]
- 2009 - "Estambul próxima ola", Akademie der Künste, Berlín, Alemania.[13]
- 2009 - "Exposición y foro del espacio de arte independiente de Estambul", Bethanien, Berlín, Alemania.[14]
- 2010 — MONGOLIA 360' Land Art Biennale, Galería Nacional de Arte Moderno de Mongolia, Ulaanbaatar[15]
- 2010 - "USSR-remix", exposición colectiva, Art Centre Tou Scene, Stavanger, Noruega[16]
- 2010 - Exposición internacional de videoarte de mujeres "ABIERTAMENTE"  en el marco de "Estambul 2010- Capital de la cultura de Europa", Antrepo5, Sanat Limani, Estambul, Turquía
- 2011 — "Privacidad colectiva", Galería CAM, Estambul, Turquía.[17]
- 2011 - Exposición del vigésimo año de la Asociación Turca de Derechos Humanos, Tutun Deposu, Estambul, Turquía
- 2011 — Artista en Residencia, Almería, España
- 2012 - Conjunto de arte crítico, Documenta 13, Kassel, Alemania
- 2012 - Fictions and Dissentions, 3.ª Bienal de Canakkale, Turquía
- 2012 - Fuera de lugar, Galería Corpo 6, Berlín, Alemania
- 2013 - Descartado, galería de arte Hayaka, Estambul, Turquía
- 2013 - Black Sea Calling, Hilger BROT Kunsthalle, Viena, Austria
- 2014 - La advertencia de una colcha de retazos, 8th Alanica, NCCA, Vladikavkaz, Osetia, Rusia
- 2014 - Exposición internacional de arte contemporáneo "Re-Museum", Galería Nacional, Tbilisi, Georgia
- 2014 - "Privación", Gallery Arsenal, Bialystok, Polonia[18]
- 2014 - "Lo pequeño es hermoso", Galería Kuad, Estambul, Turquía[19]

## Poesía
Desde 1995, Yeşim Agaoğlu ha publicado nueve libros de poesía. El énfasis en sus poemas está en la exploración de los sueños, deseos e intenciones más oscuros del alma y las relaciones impredecibles entre los individuos; sin embargo, entre las capas de descripciones poéticas, permite al lector atravesar un terreno sociopolítico que refleja su enfoque crítico del orden de las cosas. Ella revela esta complejidad en un modo surrealista entrelazado con una estimulante apertura de tema y forma. Sus cualidades imaginativas también deben mucho a su formación en arqueología y cine.

### Libros de poesía
- "yanlışlar şehrinde randevu" ("cita en la ciudad equivocada" (octubre de 1995) Publicaciones Liman, Estambul.
- "hırsızlama aşklar, gri yalnızlıklar" ("amor robado, soledad gris" (noviembre de 1996)) Publicaciones Liman, Estambul.
- "portakal tek meyve değildir" ("la naranja no es la única fruta" (marzo de 1997)) Publicaciones Liman, Estambul.
- "başka gezegenin insanları" ("gente de otro planeta" (marzo de 1997)) Publicaciones Liman, Estambul.
- "new york blues" ("new york blues" (marzo de 1997)) Publicaciones Liman, Estambul.
- "özlem şehirleri" ("ciudades perdidas" (2006)) Publicaciones de la Sociedad de Escritores Libres, Bakú, Azerbaiyán.
- "eflatun sır" ("secreto púrpura" (marzo de 2007)) Publicaciones de Yitik Ülke, Estambul.[20]
- "güllerin ağırlığı" ("pesadez de las rosas" (2007)) Con el apoyo de Azerbaiyán y el Ministerio de Cultura de Turquía, publicado en ruso y turco, Bakú, Azerbaiyán
- "sana şiir yazmasam olur mu" ("no te importa si no te escribo poemas" (2011) publicaciones Yitik Ülke, Estambul )[21]

### Festivales y eventos literarios

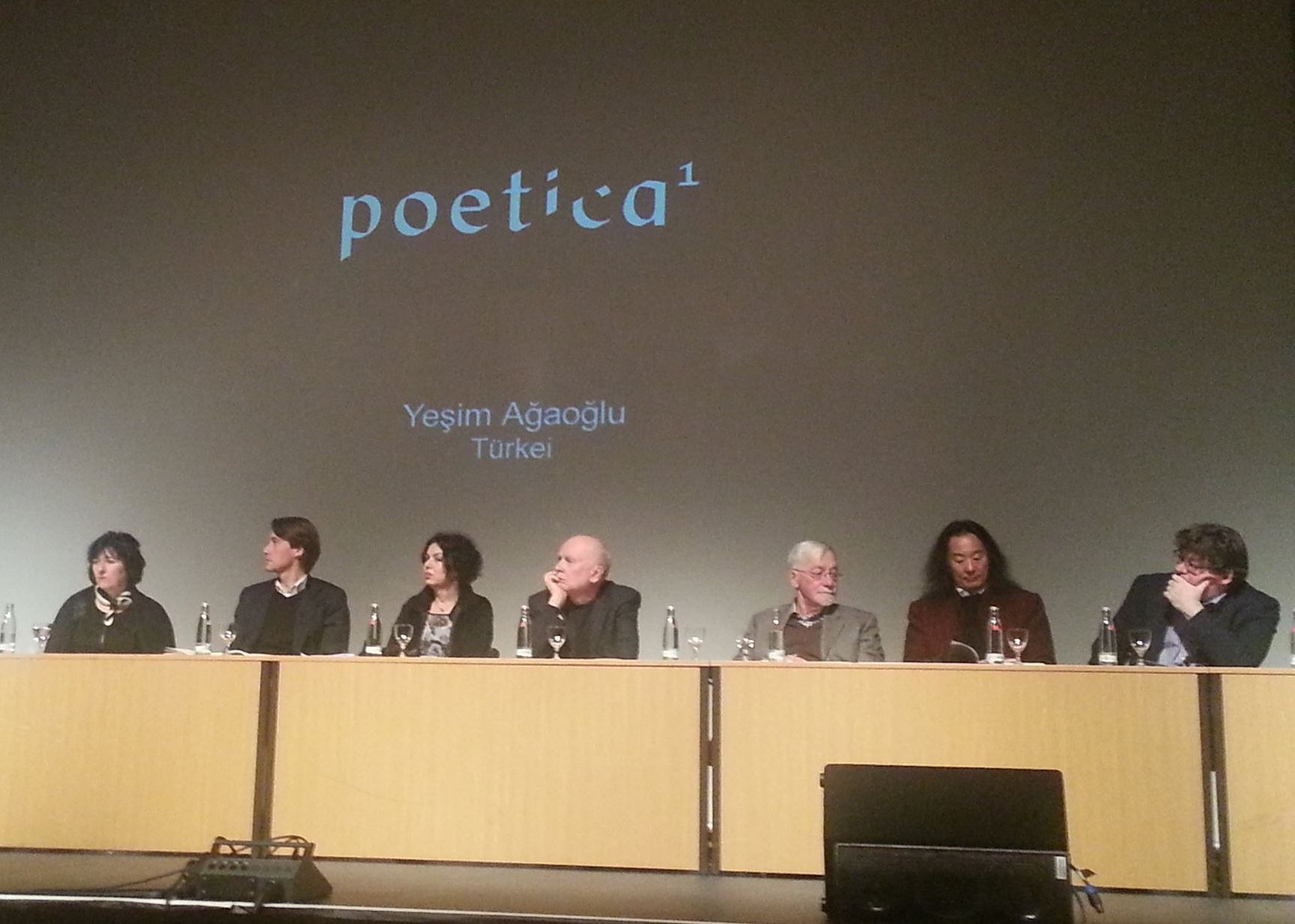
Participación de Yesim Agaoglu en el festival "Poetica1"

- 1998 — Residencia en la Casa Internacional de Escritores y Traductores, Isla de Rodos, Grecia
- 1998 - Universidad Darul Ihsan, invitada principal en residencia, celebración del Primer Día Mundial de la Poesía, Dhaka, Bangladés
- 1999 - 6.º Encuentro Internacional de Poetas del Mediterráneo, Bodrum (Halicarnaso), Turquía
- 2010 - Lectura de poesía en solitario, Museo Arqueológico, Stavanger, Noruega[22]
- 2010 - 49 ° Festival Internacional de Poesía Struga, Macedonia[23]
- 2011 - Festival Internacional de Poesía de Krytia,[24] Nagpur, India
- 2011 - 10.º Festival Internacional de Poesía de Sarajevo[25]
- 2011 - 3d Festival Internacional de Cine de Poesía Sadho, Nueva Delhi, India[26]
- 2012 - "Poeta invitada y lectura de poesía para conectar la poesía y la charla teatral", evento del Club de Escritores del PEN turco, Museo de Literatura Ahmet Hamdi Tanpınar, Estambul, Turquía.
- 2012 - "Invitada especial de charla de poesía, lectura de poesía y recepción de la Membresía Honoraria del Club de Escritores de Azerbaycan PEN", Unión de Escritores de Azerbaiyán, Bakú, Azerbaiyán.
- 2012 - "Lluvia de poesía de primavera", 26 de mayo, Chipre.
- 2012 — "Día de la Firma de Libros de Poesía", Feria del Libro TUYAP, Estambul.
- 2012 — "15 de noviembre Día de los escritores en el destierro", participante en el evento internacional de PEN de Turquía (con la participación del presidente del PEN Club internacional), Estambul.
- 2013 - "Día mundial de la poesía del PEN Club de Turquía", organizado por el Centro Cultural Francés, Estambul.
- 2013 - "5.º Día Internacional del Poeta de Azerbaiyán" (obteniendo premio, en honor del poeta azerbaiyano Mikail Müşvik), Bakú, Azerbaiyán.
- 2013 - "4.º Festival Internacional de Literatura de Ordu" (Relaciones entre Literatura y Cine), Ordu, Turquía
- 2015 - "Poetica I", Festival für Weltliteratur 26.–31.1.2015 – Colonia[27]